# Amursk
Amursk  (ruski: Амурск) je grad u Habarovskom kraju u Rusiji. 
Nalazi se 328 km sjeverno od Habarovska i 45 km od Komsomolska na Amuru. Smješten je na Srednjoamurskoj nizini, na obalama rijeke Amura, po kojoj je dobio i ime. Koordinate su mu 50° 20' sjever i 136° 52' istok.
Broj stanovnika: 51.900  (2001.)

## Povijest
Grad je osnovan 1958. godine, a gradski status stječe 1973. godine. 
Vremenska zona: Moskovsko vrijeme + 7

## Vanjske poveznice
- Info-poslužitelj o upravi grada Amurska
- Amursk